# Раппуоли, Рино
Рино Раппуоли (Rino Rappuoli; род. 4 августа 1952, Радикофани, Италия) — итальянский вакцинолог, иммунолог и микробиолог.
Иностранный член НАН США (2005) и Лондонского королевского общества (2016), доктор философии, профессор, шеф-учёный GSK Vaccines.
Ранее возглавлял R&D в Sclavo и Novartis Vaccines, состоял г. н. с. (CSO) Chiron Corporation. Его команда разработала CRM197 и MF59.
Получил степень доктора философии по биологическим наукам в Сиенском университете. Являлся приглашённым учёным в Рокфеллеровском университете в Нью-Йорке и Гарвардской медицинской школе в Бостоне.
В середине 1980-х получил известность в научной среде благодаря результатам своей работы над Bordetella pertussis toxin (PT).
Член EMBO, Американского общества микробиологии, иностранный почётный член Американской академии искусств и наук (2017).
Автор более 650 научных работ, 60 обзоров. Соредактор двух книг издательства Springer — Influenza Vaccines for the Future и Replicating Vaccines.

## Отличия
- Paul-Ehrlich-und-Ludwig-Darmstaedter-Preis[нем.] (1991)
- Medaglia al merito della sanità pubblica[итал.] (2005)
- Albert B. Sabin Gold Medal[англ.] (2009)[8]
- Премия Фельтринелли (2009)
- Lifetime Achievement Award, Institute of Human Virology[англ.] (2010)
- ESCMID Award for Excellence on Clinical Microbiology and Infectious Diseases (2011)[9]
- Maurice Hilleman Award (2015)
- Международная премия Гайрднера (2017)[10]
- European Inventor Award?! (2017)[11]
- Премия Роберта Коха одноимённого фонда (2019)